# Пйотр Цетнарович
Пйотр Томаш Цетнарович (пол. Piotr Tomasz Cetnarowicz; нар. 19 травня 1973, Ілава, Польща) — польський футболіст, нападник.

## Життєпис
Народився в місті Ілава (Вармінсько-Мазурське воєводство). Проте футболом розпочав займатися в клубі «Погонь» (Прабути), в якій і розпочав дорослу футбольну кар'єру. Потім виступав у клубах «Родло» (Квідзин) та «Помежанія» (Мальборк). Влітку 1997 року перейшов «Гроцлина», у футболці якого дебютував в Екстраклясі. Проте цей поєдинок виявився єдиним для Пйотра за «Гроцлин» у польському чемпіонаті. Під час зимової перерви сезону 1997/98 років повернувся до рідного міста, де підписав контракт з місцевим «Єзьораком» (Іл). Потім виступав у клубах «Гурник» (Ленчна), «Кераміка» (Опочно), КСЗО (Островець-Свентокшиський) та «Подбескідзе».
Влітку 2003 року підписав контракт з «Кривбасом». Дебютував у футболці криворізького клубу 12 липня 2003 року в програному (1:4) виїзному поєдинку 1-о туру Вищої ліги проти львівських «Карпат». Пйотр вийшов на поле в стартовому складі та відіграв увесь матч. Єдиним голом за «Кривбас» відзначився 10 серпня 2003 року на 18-й хвилині переможного (4:3) виїзного поєдинку 1/32 фіналу кубку України проти «Севастополя». Цетнарович вийшов на поле в стартовому складі та відіграв увесь матч. У футболці «Кривбаса» у Вищій лізі зіграв 6 матчів, у кубку України — 1 (1 гол). Також у вересні 2003 року провів один поєдинок за друголіговий фарм-клуб криворіжців, «Кривбас-2».
Взимку 2004 року повернувся до Польщі, де виступав у клубах «Світ», МГ МЗКС, «Тур» (Турек) та «Лехія» (Гданськ). З липня 2009 року виступав за «Оркан» (Румія), а з серпня 2010 року — за «Оржел» (Хочево). Футбольну кар'єру завершив наприкінці сезону 2011/12 років у футболці «Родло» (Квідзин).